# Żółw stepowy
Żółw stepowy (Testudo horsfieldii) – gatunek gada z podrzędu żółwi skrytoszyjnych z rodziny żółwi lądowych (Testudinidae).

## Opis
Skorupa żółwia stepowego ma kształt owalny (podgatunek Testudo horsfieldii horsfieldii różni się okrągłą skorupą). Jest barwy oliwkowozielonej z ciemnymi plamami na każdej tarczce. Skorupa jest bardziej płaska niż u żółwi z rodzaju Testudo. Żółwie te mają ciemne łapy, miejscami żółtawe. Cechą charakterystyczną jest występowanie czterech pazurów na wszystkich kończynach.

## Podgatunki
Wyróżnia się pięć podgatunków żółwia stepowego:
- Testudo horsfieldii horsfieldii Gray, 1844
- Testudo horsfieldii bogdanovi Chkhikvadze, 2008
- Testudo horsfieldii kazachstanica Chkhikvadze, 1988
- Testudo horsfieldii kuznetzovi Chkhikvadze, Ataev, Shammakov & Zatoka, 2009
- Testudo horsfieldii rustamovi Chkhikvadze, Amiranschwili & Ataev, 1990

## Rozmiary
Dorosłe osobniki mierzą od 15 do 23 cm, przy czym samice są większe od samców. Wielkość tę osiągają około 20 roku życia.

## Środowisko
Żółwie te żyją na jałowych, suchych, skalistych i porośniętych trawami terenach stepów środkowoazjatyckich. Natomiast w norach, w których śpią, zimują i wypoczywają panuje stosunkowo wysoka wilgotność.

## Pokarm
Żółwie stepowe dawniej były uważane za zwierzęta wszystkożerne z przewagą pokarmu roślinnego w diecie; nowsze badania wskazują jednak, że są one ściśle roślinożerne. Żywią się okresowo dostępną roślinnością, lecz unikają traw. Z nastaniem lata pożywienie staje się mniej soczyste. Dieta dziko żyjących żółwi stepowych jest obfita w błonnik, zaś uboga w białko. Ponadto jest ona zmienna i zależna od sezonu oraz związanej z nim dostępności określonych gatunków roślin. W diecie tej występują przykładowo takie gatunki jak: Ceratocephalus falcatus, Papaver pavoninum, Koelpinia linearis.

## Zachowanie
Żółwie te są aktywne głównie wiosną, po okresie zimowej hibernacji. Wówczas rozpoczynają szukanie partnera do godów. Zazwyczaj żółwie te zapadają w letni letarg (estywacja), który często przeradza się w sen zimowy, rozpoczynający się z nastaniem jesieni. W okresach deszczowych, kiedy ziemia jest miękka, żółw stepowy kopie nory dochodzące do 2 metrów długości, które są zakończone większą komorą, w której może się swobodnie obrócić. Nory służą za miejsce snu oraz letniego i zimowego spoczynku. Zdarza się, że jedną norę zamieszkuje jednocześnie kilka żółwi.

## Rozmnażanie
Żółwie osiągają dojrzałość płciową w wieku 3–5 lat. W maju lub czerwcu samica składa 2–6 jaj (przeważnie 3), z których po okresie trwającej 80–110 dni inkubacji wykluwają się młode żółwie.

## Występowanie
Żółwie te występują naturalnie na terenie Wielkiego Stepu i na południe od niego. Występują w Iranie, Pakistanie, Afganistanie, Turkmenistanie, Uzbekistanie, Tadżykistanie, Kirgistanie i południowym Kazachstanie, także w skrajnie północno-zachodnich Chinach (w prowincji Sinciang). Stwierdzany był także w Armenii, Azerbejdżanie i Rosji, ale według obecnej wiedzy nie występuje w tych krajach. Populacja stwierdzona w Mongolii prawdopodobnie została introdukowana.

## Ochrona
Gatunek Testudo horsfieldii wymieniony jest w aneksie B Rozporządzenia Rady (WE) Nr 338/97 w sprawie handlu dzikimi zwierzętami oraz w załączniku II konwencji CITES.

## Hodowla w terrarium
Żółw stepowy musi posiadać przestronne, odpowiednio wyposażone terrarium. Terrarium powinno mieć wielkość minimum 1m x 0,5m x 0,3m (długość/szerokość/wysokość), można zbudować je z płyty osb lub ze szkła, jednakże to drugie rozwiązanie jest znacznie bardziej kosztowne. Niezbędnym jego wyposażeniem jest lampa grzewcza (tzw. lustrzanka), świetlówka emitująca promieniowanie UVB, basenik z wodą oraz odpowiednio gruba warstwa podłoża. Najlepszym podłożem jest nienawożona ziemia ogrodowa z domieszką piasku, mocno ubita. Może być obsadzona darnią i roślinami karmowymi. Nie należy stosować samego piasku z uwagi na ryzyko zaczopowania układu pokarmowego i brak stabilnego oparcia podczas chodzenia.
Hodowanego w terrarium żółwia należy karmić wyłącznie pokarmem roślinnym. Nie wolno podawać warzyw, owoców ani białka zwierzęcego. Częstym błędem jest podawanie sałaty, która, z powodu nieodpowiedniego stosunku wapnia do fosforu oraz dużej zawartości szczawianów, uniemożliwia odpowiednie przyswajanie wapnia. Prawidłowo odżywiany żółw rośnie wolno i ma ledwo widoczne przyrosty.
W okresie letnim wskazane jest, aby żółwie stepowe przebywały na specjalnym, odpowiednio zabezpieczonym przed ucieczką i drapieżnikami, wybiegu zewnętrznym.
Należy również uważać na zbyt duże wystawienie żółwia stepowego na działanie promieni słonecznych.